# Wanya Morris
Wanya Jermaine Morris (Filadelfia, 29 luglio 1973) è un cantante statunitense.
Nel 1991 ha cofondato il gruppo Boyz II Men insieme a Nathan Morris, Shawn Stockman e Michael McCary, quest'ultimo uscito dalla formazione nel 2003.